# Monstrul lui Frankenstein
Monstrul lui Frankenstein (denumit și Adam, Monstrul, Creatura lui Frankenstein sau doar Frankenstein) este un personaj fictiv care apare prima oară în romanul din 1818 Frankenstein de Mary Shelley. Figura sa iconică este interpretarea sa de către Boris Karloff în filmul din 1931, Frankenstein.

## Descrierea sa în roman
Se presupune că scriitoarea s-a inspirat la crearea monstrului din roman după numele cetății Frankenstein. Romanul relatează viața tânărului elvețian Victor Frankenstein, care studiază la o universitate renumită din Ingolstadt și care reușește să realizeze un om artificial.

## Descrierea sa în seria de filme clasice

### Frankenstein(1931)

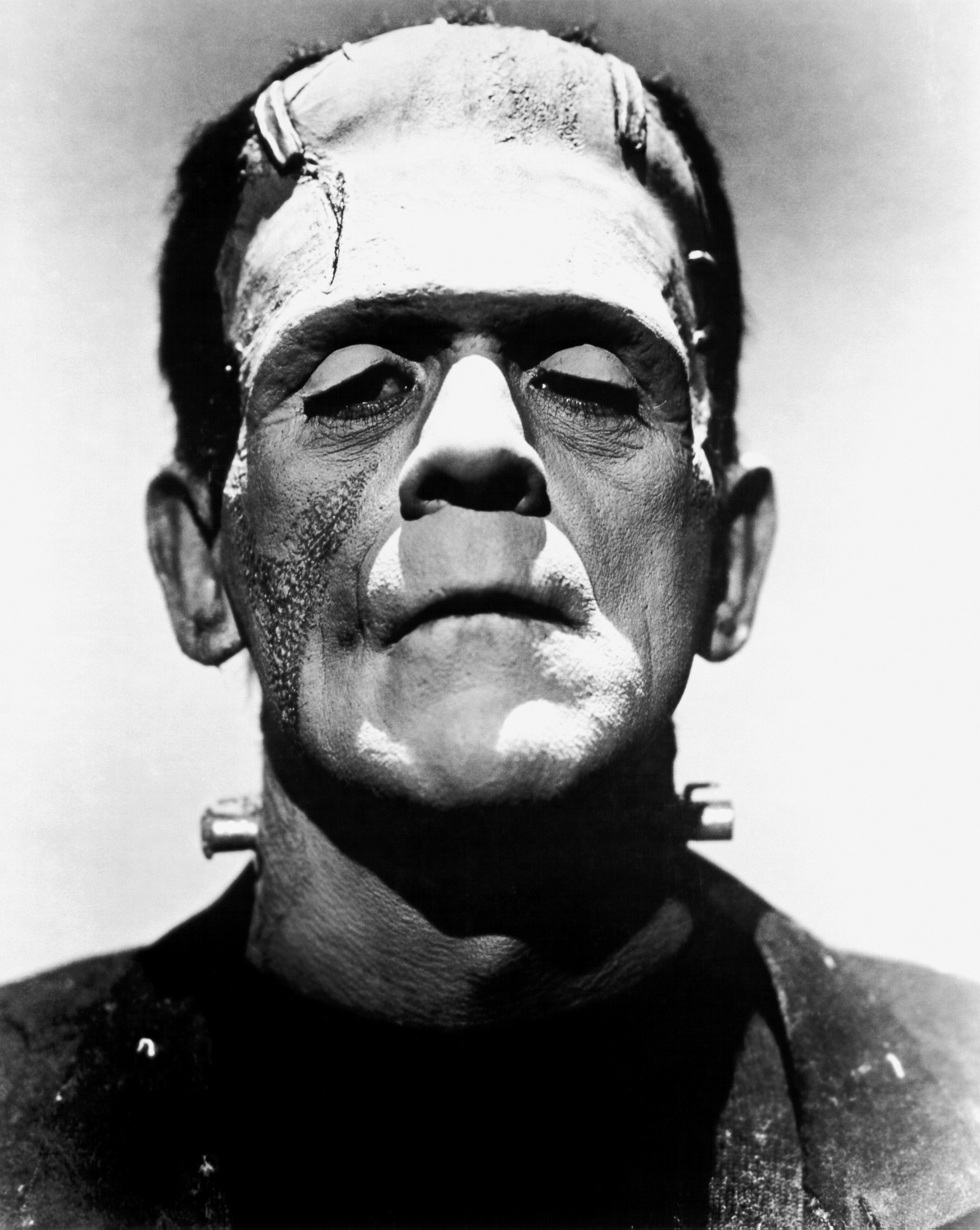
Boris Karloff ca Monstrul lui Frankenstein - 1931

Într-un sat din Alpii bavarezi, un tânăr om de știință, pe nume Henry Frankenstein, și asistentul său cocoșat, Fritz, creează din bucăți un corp uman. Aceste bucăți au fost colectate din diverse surse: furate de la cadavrele din cimitir proaspăt îngropate sau sunt organele unor criminali recent spânzurați. Frankenstein dorește să creeze viața umană prin intermediul dispozitivelor electrice pe care le-a perfecționat. Îl trimite pe Fritz într-o școală unde dr. Waldman, bătrânul profesor de medicină al lui Henry, îl învață cum să fure un creier. Fritz scapă din mâini creierul normal și, în schimbul lui, ia creierul unui criminal.
Elizabeth, logodnica sa, este îngrijorată de acțiunile sale ciudate. Ea nu înțelege de ce acesta se ascunde într-un turn abandonat, transformat în laborator, și nu vrea să fie deranjat. Elizabeth și un prieten, Victor Moritz, merg la dr. Waldman și-i cer ajutorul în privința lui Henry. Waldman le spune că Frankenstein se străduiește să creeze viață. Elizabeth, care are intenția de a-l salva pe Frankenstein, ajunge în momentul în care Henry face testele finale. El le spune lui Elizabeth și lui Waldman să se uite pentru că ar fi descoperit raza care a adus viața în lume. Ei îl urmăresc pe Frankenstein și pe cocoșat, în timp ce aceștia așează creatura moartă pe o masă de operații pe care o ridică în sus printr-o deschizătură din acoperișul laboratorului. Apoi, încep tunete teribile și mașinile electrice ale lui Frankenstein încep să funcționeze scoțând sunete puternice. Curând, mâna creaturii lui Frankenstein începe să se miște. Acest lucru îl face pe Frankenstein să strige: „Este viu!”.
Creatura, în ciuda formei sale grotești, pare a fi inițial o creație simplă și nevinovată. Frankenstein îl salută și îi cere să se așeze, ceea ce acesta face. Apoi deschide acoperișul, iar creatura ajunge în razele soarelui. Fritz intră cu o flacără aprinsă, care înfricoșează creatura. Frica lui este interpretată greșit de Frankenstein și Waldman ca o încercare de a-i ataca și este legat și aruncat în temniță. Gândindu-se că nu este potrivit pentru societate și că va face rele oricum, ei părăsesc creatura încuiată, în timp ce Fritz o enervează cu o torță. Când Henry și Waldman discută despre soarta creaturii, se aude un țipăt din temniță. Frankenstein și Waldman fug și descoperă că Fritz a fost strangulat de creatură. Aceasta încearcă să-i apuce pe cei doi, dar ei scapă, blocând creatura înăuntru. Dându-și seama că trebuie să distrugă creatura, Henry pregătește o injecție cu un drog puternic și cei doi plănuiesc să elibereze creatura și s-o injecteze când aceasta îi va ataca. Când ușa este deblocată, creatura se repede la Frankenstein, în timp ce Waldman injectează drogul în spatele creaturii. Creatura cade la pământ inconștientă.
Henry se prăbușește epuizat, iar Elizabeth și tatăl lui Henry sosesc și îl duc acasă. Henry este îngrijorat de creatură, dar Waldman îl asigură că o va distruge. Mai târziu, Henry se află acasă, unde se recuperează și se pregătește pentru nuntă. Între timp, Waldman examinează creatura. Pe măsură ce se pregătește să-l eviscereze, creatura se trezește și îl strangulează. Creatura scapă din turn și se pierde în peisaj. Are o scurtă întâlnire cu fata cea mică a fermierului, Maria. Nu se teme de el și îi cere să se joace cu ea, un joc în care ei aruncă florile într-un lac și le urmăresc cum plutesc. Creatura se bucură de joc, dar când au rămas fără flori, crede că Maria va pluti și ea, așa că o aruncă în lac unde, spre marea sa uimire, fetița se îneacă. Răvășit de acest lucru, creatura fuge.
Pregătirile pentru nuntă sunt gata, Henry fiind fericit alături de Elizabeth. Ei trebuie să se căsătorească de îndată ce sosește Waldman. Cu toate acestea, Victor apare, spunând că l-a găsit strangulat pe doctorul Waldman. Henry suspectează că de vină este creatura. Creatura intră în camera lui Elizabeth, făcând-o să țipe. Când sosesc cei care o caută, o găsesc pe Elizabeth inconștientă în pat. Creatura a scăpat.
Tatăl Mariei sosește, cu corpul fiicei sale în brațe. El spune că ea a fost ucisă, iar sătenii se strâng pentru a căuta și pentru a prinde creatura ca s-o aducă în fața justiției (moartă sau vie). Pentru a cerceta întregul ținut, aceștia se împart în trei grupuri: Ludwig conduce primul grup în pădure, Henry conduce al doilea grup în munți, iar primarul conduce al treilea grup lângă lac. În timpul căutării, Henry se pierde de grupul său și este descoperit de creatura care-l atacă și îl lasă inconștient. Creatura îl duce pe Henry într-o moară veche. Țăranii aud strigătele și se regrupează ca să-i urmărescă. Ei găsesc creatura urcată pe acoperiș, târându-l pe Henry cu el. Creatura îl aruncă în gol pe Henry, dar căderea acestuia este atenuată de palele morii de vânt, care-i salvează viața. Unii săteni îl duc repede acasă, în timp ce ceilalți dau foc morii, (aparent) ucigând creatura prinsă înăuntru.
La Castelul lui Frankenstein, tatăl lui Frankenstein, Baronul Frankenstein, se află la nunta fiului său care s-a recuperat. Baronul ține un toast în cinstea viitorului nepot.

### Mireasa lui Frankenstein(1935)
Într-o noapte furtunoasă, Percy Bysshe Shelley (Douglas Walton) și Lord Byron (Gavin Gordon) o laudă pe Mary Shelley (Elsa Lanchester) pentru povestea ei despre Frankenstein și despre monstrul său. Reamintindu-le că intenția ei era să transmită o lecție morală, Mary afirmă că mai are mult din această poveste de spus. Apoi povestea filmului se schimbă în anul 1899, după evenimentele de la sfârșitul peliculei Frankenstein din 1931.
Sătenii s-au adunat în jurul morii de vânt care arde, lucru care a dus la moartea aparentă a monstrului (Boris Karloff). Bucuria lor este temperată de faptul că Henry Frankenstein (Colin Clive) este, de asemenea, aparent mort. Hans (Reginald Barlow), tatăl fetei-creatură înecată în filmul anterior, dorește să vadă oasele monstrului. El cade într-o groapă inundată de sub moară, unde monstrul - după ce a supraviețuit focului - îl strangulează lăsându-l aparent mort. Ridicându-se din groapă, monstrul provoacă moartea soției lui Hans (Mary Gordon). Apoi se întâlnește cu Minnie (Una O'Connor), care fuge terorizată.
Trupul lui Henry este dus la logodnica sa Elizabeth (Valerie Hobson) în castelul lor ancestral. Minnie dă alarma în ceea ce privește monstrul, dar avertismentul ei nu este luat în seamă. Elizabeth își dă seama că Henry este încă în viață. În timp ce este îngrijit de către Elizabeth, Henry renunță la creația sa, dar încă crede că destinul lui este să afle secretul vieții și al nemuririi. Elizabeth, isterică, începe să strige că vede Moartea venind, prefigurând venirea fostului mentor al lui Henry, medicul Septimus Pretorius (Ernest Thesiger). În camerele sale, Pretorius îi arată lui Henry mai mulți homunculi pe care i-a creat, inclusiv o regină în miniatură, un rege, un arhiepiscop, un diavol, o balerină și o sirenă. Pretorius dorește să lucreze cu Henry pentru a crea o parteneră a monstrului și ține un toast pentru munca lor: „Pentru o lume nouă a zeilor și a monștrilor!” După ce îl forțează pe Henry să-l ajute, Pretorius va crește un creier artificial în timp ce Henry strânge părțile componente pentru realizarea Miresei.
Monstrul salvează o tânără ciobăniță (Anne Darling) de la înec. Când îl vede cine e, începe să țipe, alertând doi vânători care trag în el și-l rănesc. Vânătorii adună o mulțime de oameni ca să-l urmărească. Este capturat și legat de un par, apoi monstrul este târât într-o temniță și legat. Lăsat singur, își rupe lanțurile, omoară gardienii și fuge în pădure.
În acea noapte, monstrul întâlnește o familie de țigani și își pârlește mâna în focul acestora de tabără. Atras de sunetul unei vioare cântând Ave Maria, monstrul întâlnește un bătrân pustnic orb care îl mulțumește lui Dumnezeu că i-a trimis un prieten. El învață monstrul cuvintele precum „prieten” și „bun” și împarte masa cu el. Doi vânători rătăciți ajung în cabană și îl recunosc pe monstru. El îi atacă și dă foc fără să vrea cabanei, în mod accidental cabana, în timp ce vânătorii îl duc pe bătrânul pustnic departe.
După ce se ascunde într-o criptă de o altă mulțime furioasă, monstrul îi spionează pe Pretorius și pe adepții săi, Karl (Dwight Frye și Ludwig (Ted Billings) care deschid un mormânt. Adepții pleacă în timp ce Pretorius rămâne să se bucure de o cină ușoară. Monstrul se apropie de Pretorius și află că Pretorius intenționează să-i creeze o parteneră.
Henry și Elizabeth, acum căsătoriți, sunt vizitați de Pretorius. El îi cere lui Henry să respecte înțelegerea în ceea ce privește „colaborarea lor supremă”. Henry refuză și Pretorius cheamă monstrul care îi cere ajutor lui Henry. Henry refuză din nou. Pretorius o răpește pe Elizabeth și îi va da drumul numai dacă Henry va colabora. Henry se întoarce în laboratorul său din turn unde devine excitat în ceea ce privește munca sa. După ce a fost asigurat că Elizabeth este bine, Henry completează trupul Miresei lui Frankenstein.
O furtună se dezlănțuie în timp ce pregătirile finale sunt făcute pentru a aduce mireasa la viață. Corpul ei înfășurat în bandaje este ridicat prin acoperiș. Fulgerul lovește un zmeu, trimițând electricitate prin Mireasă. Henry și Pretorius o coboară și își dau seama de succesul lor. „E vie!” a țipat Henry. Ei îi îndepărtează bandajele și o ajută să stea. „Mireasa lui Frankenstein!” a strigat doctorul Pretorius.
Monstrul coboară pe trepte după ce l-a ucis pe Karl pe acoperiș și o vede pe partenera sa (Elsa Lanchester). Monstrul excitat ajunge la ea, întrebând-o: „Prieten?” Mireasa, țipând, îl respinge. „Mă urăște, ca toți ceilalți”, a spus deprimat monstrul. În timp ce Elizabeth se îndreaptă spre Henry, monstrul vine furios în laborator. Monstrul îi spune lui Henry și Elizabetei „Da! Mergeți! Sunteți vii!”, apoi lui Pretorius și Miresei le spune: „Voi rămâneți, noi suntem morți!” În timp ce Henry și Elizabeth fug, monstrul lăcrimează și trage de o pârghie care declanșează distrugerea laboratorului și a turnului.

### Fiul lui Frankenstein(1939)
Au trecut ani de la evenimentele din Mireasa lui Frankenstein. Baronul Wolf von Frankenstein (Basil Rathbone), fiul lui Henry Frankenstein (creatorul Monstrului), se mută cu soția sa Elsa (Josephine Hutchinson) și cu tânărul său fiu Peter (Donnie Dunagan), în castelul familiei din satul omonim. Wolf vrea să refacă reputația tatălui său, dar constată că o astfel de misiune va fi mai grea decât a crezut inițial după ce se lovește de ostilitatea sătenilor. În afară de familia sa, singurul prieten al lui Wolf este polițistul local, Inspectorul Krogh (Lionel Atwill), care are un braț artificial după ce brațul său real a fost "smuls din rădăcini" atunci când era copil și s-a întâlnit cu Monstrul.
În timp ce investighează castelul tatălui său, Wolf se întâlnește în cele din urmă cu Ygor (Béla Lugosi), un fierar dement, care a supraviețuit unei tentative de spânzurare și are gâtul deformat din această cauză. Wolf găsește corpul aflat în comă al Monstrului în cripta în care bunicul și tatăl său au fost îngropați. Pe sicriul de piatră al tatălui său este scris cu creta "Henrich von Frankenstein: Creator de Monștri". El decide să reînvie Monstrul pentru a dovedi lumii că tatăl său a avut dreptate și pentru a reface onoarea familiei sale. Wolf, cu ajutorul unei torțe, șterge cuvântul "Monștri" de pe sicriu și scrie "Oameni" în locul său. După ce Monstrul (Boris Karloff) este reînviat, acesta răspunde doar la comenzile lui Ygor și comite o serie de crime la comanda lui, victimele fiind jurații din procesul care a dus la spânzurarea lui Ygor. Wolf descoperă acest lucru și îl înfruntă pe Ygor, sfârșind prin a-l împușca pe Ygor care pare a deceda. Monstrul găsește corpul lui Ygor și-l răpește pe Peter drept răzbunare. Cu toate acestea, Monstrul nu poate ucide copilul. Când faptele sale sunt descoperite, Krogh și Wolf urmăresc Monstrul în laboratorul din apropiere. Aici are loc o luptă, Monstrul smulge brațul fals al lui Krogh, în timp ce Wolf, agățat de o frânghie, împinge Monstrul într-o groapă cu sulf topit aflată în laborator, salvându-și fiul.
Filmul se încheie în timp ce tot satul s-a adunat la plecarea familiei Frankenstein cu trenul pentru a-i ridica moralul. De asemenea, Krogh are un nou braț fals. Wolf lasă sătenilor cheile castelului Frankenstein.

### The Ghost of Frankenstein(1942)
Lon Chaney, Jr. interpretează rolul monstrului lui Frankenstein.

### Frankenstein contra Omul-Lup(1943)
Bela Lugosi interpretează rolul monstrului lui Frankenstein.

### House of Frankenstein(1944)
Glenn Strange interpretează rolul monstrului lui Frankenstein.

### House of Dracula(1945)
Glenn Strange reinterpretează rolul monstrului lui Frankenstein. Filmul este o continuare directă a The House of Frankenstein (1944).

### Abbott și Costello contra Frankenstein(1948)
Glenn Strange reinterpretează rolul monstrului lui Frankenstein.

## Vezi și
- Listă de filme cu Frankenstein